# Георгиос Танос
Георгиос Танос (на гръцки: Γιώργος Τάνος) е гръцки лекар и политик, първият избран номарх на тогавашния ном Пела (1995 – 1998).

## Биография
Роден е в 1937 или 1939 година в Енидже Вардар. Танос имигрира в Германия много млад, за да завърши медицинското си обучение, и се завръща в Гърция след две десетилетия. По време на престоя си в Германия той основава Асоциацията на гръцките академици и учени и поема ръководството на Университетската болница в Берлин. След завръщането си той става директор на Хирургичната клиника в болницата във Воден. Избран е за номарх на Пела на изборите в 1994 година. Танос заема длъжността на 1 януари 1995 година и служи до 31 декември 1998 година.
Умира на 12 януари 2013 година. Погребан е на 13 януари 2013 година в храма „Успение Богородично“. Женен за Атина Тану, с която има две деца.